# ميلودي كلافر
ميلودي زوي كلافر (مواليد 9 سبتمبر 1990) ممثلة هولندية. ظهرت في عام 2008 في دور "Erica" في فيلم الشتاء في زمن الحرب. يُعرف الفيلم أيضًا تحت العنوان الإنجليزي Winter in Wartime وتم ترشيحه لجوائز الأوسكار السينمائية لعام 2009 لأفضل فيلم بلغة أجنبية وجائزة ساتالايت. في عام 2006 تم ترشيحها لجائزة العجل الذهبي لمهرجان الفيلم الهولندي عن أدائها في فيلم Diep ، وفي عام 2009 حصلت على جائزة رامبرانت لأفضل ممثلة هولندية.

## نشأتها
ولدت كلافر في أمستردام بهولندا ونشأ في ضاحية أبكود. لديها شقيقتان كبيرتان ، مقدمة وممثلة كيمبرلي كلافر وراقصة ستيفاني كلافر. أنهت (التعليم الثانوي قبل الجامعي) في مدرستها الثانوية «سانت نيكولاس ليسيوم» في عام 2008. تلقت تدريبها المهني في أكاديمية ماستريخت للفنون المسرحية ، حيث تخرجت في يوليو 2014. ذهبت أيضًا إلى لوسيا مارثاس دانساكادمية من 4 حتى سن 15 عامًا ، والتي اضطرت للاستقالة بسبب جدول أعمالها المزدحم.

## روابط خارجية
- ميلودي كلافر في قاعدة بيانات الأفلام على الإنترنت